# Martine Anstett
Martine Anstett, née le 15 mars 1969 à Thionville et morte à Boulogne-Billancourt le 29 avril 2015, était une juriste française. 
Son travail pour la défense des droits de l'homme au sein de l'ONU (Genève et New York), au sein d'Amnesty International (section France), au ministère des Affaires étrangères à Paris et auprès de l'Organisation internationale de la francophonie (OIF) lui a permis d'acquérir une grande expertise sur les questions en faveur des droits de l'homme et notamment dans le domaine de la justice transitionnelle. Elle est décédée subitement à l'âge de 46 ans. Son nom est aujourd'hui associé à un prix des droits de l'homme qui est remis chaque 29 avril à Paris,,

## Biographie
Diplômée de l'Institut d'études politiques de Paris (Sciences-Po, section communication et ressources humaines) en 1992, elle obtient une maîtrise de droit international et européen l'année suivante puis, en 1994, un Dea de droit communautaire et européen. Après de nombreux stages dans le domaine diplomatique (6 mois aux Nations unies à New York et 3 mois aux Nations unies à Genève), dans le secteur du journalisme (L’Express, RTL TV et Le Républicain lorrain) et de la communication en entreprise (Usinor Sacilor), elle rejoint en 1994, en qualité de consultante, l'Association pour la prévention de la torture (APT) et prépare les rapports pour le Comité européen pour la prévention de la torture au Conseil de l’Europe. 
De janvier à mai 1995, elle intègre le ministère des Affaires étrangères à Paris à la sous-direction des droits de l’homme et des affaires humanitaires et sociales. Elle y rédige des télégrammes d'instruction et apporte sa contribution aux discours de la délégation française au nom de l'Union Européenne, tout en apportant son expertise pour la préparation de la Conférence mondiale sur les femmes (Pékin, 1995). Elle y fait une rencontre importante, celle de Louis Joinet, juriste français, fondateur du syndicat national de la magistrature et auteur, en 1997, des principes contre l'impunité, aussi appelés les principes Joinet et qui font partie des principes de la justice transitionnelle.
De mai à août 1995, aux Nations unies, au Haut Commissariat aux droits de l’homme à Genève, Martine Anstett est à la gestion de programmes de coopération technique pour la Roumanie, l’Arménie et Malte.
De mars 1997 à juillet 2002, toujours au Haut Commissariat aux droits de l’homme, elle est assistante de plusieurs mandats d’experts internationaux (telle Hina Jilani, représentante spéciale du secrétaire général sur les défenseurs des droits de l’homme et les rapporteurs spéciaux sur les exécutions extrajudiciaires, sommaires ou arbitraires, indépendance des juges et des avocats). Elle y mène des négociations à haut niveau avec les différents gouvernements (chefs d’État, ministres, ambassadeurs...). Elle est chargée d'une double coordination : avec les autres mécanismes de protection des droits de l’homme aux niveaux international et régional et coordination d’une vingtaine de missions sur le terrain tout en rédigeant des rapports pour la Commission des Droits de l’Homme et l’Assemblée générale des Nations unies. Elle est bientôt responsable de programmes de coopération technique pour l’Algérie, la Tunisie, le Maroc et la région des Grands Lacs.
Jusqu'en décembre 2005, elle intègre Amnesty International (section française, Paris) en qualité de directrice de la communication où elle élabore et met en œuvre la stratégie de communication externe de l'ONG mais où elle assure aussi l'animation du réseau national des 400 groupes locaux d’Amnesty et coordination avec le Secrétariat international à Londres ainsi qu’avec les sections étrangères.
En décembre 2005, elle retrouve le ministère des Affaires étrangères et européennes à Paris en qualité de chargée de mission à la Direction générale de la mondialisation, sous-direction de la gouvernance démocratique. Elle gère des négociations internationales avec d’autres gouvernements et des organisations internationales tels que l’OCDE et l’Union européenne et elle est la représentante de la France aux réunions annuelles sur l’Instrument européen pour la démocratie et les droits de l’homme (IEDDH) à Bruxelles. Elle est ensuite nommée adjointe de l’Ambassadeur pour les droits de l’homme, François Zimeray, entre mars et décembre 2008 pour l'organisation des cérémonies officielles du 60e anniversaire de la Déclaration universelle des droits de l’homme.
Le 10 septembre 2008, naissance de son unique fils, Jules Vaillant-Anstett. En décembre 2009, elle intègre l'Organisation internationale de la francophonie (OIF) à Paris en qualité de sous-directrice à la direction de la paix, de la démocratie et des droits de l'homme,
Elle y mène des activités diplomatiques et politiques de haut niveau avec les États membres de la francophonie dans le domaine des droits de l’Homme, de la démocratie et du renforcement de l’État de droit. Elle œuvre notamment pour la promotion du plurilinguisme et de la diversité juridique au sein des institutions juridiques internationales basées à La Haye (CPI, CIJ, tribunal spécial pour le Liban)  et participe à toutes les négociations diplomatiques autour des déclarations et résolutions adoptées par les chefs d’État et de gouvernement de la francophonie (sommets de Montreux, Kinshasa et Dakar).

## Vie privée
Elle est la fille de Justin Anstett, professeur de français agrégé de lettres et de Marie-Louise Andres, agent immobilier. Elle est la deuxième d’une fratrie de trois enfants.  Elle a été partenaire avec le journaliste français Frantz Vaillant avec qui elle a eu un fis, Jules.

## Réactions à son décès
À son décès, Michaëlle Jean, secrétaire générale de l’Organisation internationale de la francophonie (OIF), ex-gouverneure générale du Canada écrira : « Il m’importe de faire prospérer  les idées et les valeurs que Martine défendait avec courage et dévouement. À ce titre j’ai d’ailleurs décidé que le Fonds francophone d’initiatives pour la démocratie, les Droits de l’Homme et la paix (FFIDDHOP) porterait son nom. »
D'autres réactions émanant de divers horizons arriveront à sa famille. Parmi elles, citons celles de Karim Lahidji, président de la Fédération internationale des ligues des droits de l'homme (FIDH), Souhayr Belhassen, présidente d’honneur et Antoine Bernard, directeur général « À la FIDH, nous avons été nombreux à travailler à ses côtés, afin d’œuvrer, ensemble, à faire progresser l'agenda des droits humains. Avec la simplicité et l'humilité qui lui étaient chers, la conviction et la détermination de l'action, elle était des nôtres, une défenseure des droits humains. Notre famille est endeuillée ».
Geneviève Garrigos, présidente d’Amnesty International et Stephan Oberreit, directeur général d’Amnesty International : « Martine a contribué à rendre visible notre combat en faveur de la défense des droits humains… » ; Abdou Diouf, ancien Président de la République du Sénégal et ancien secrétaire général de la francophonie : « Je me souviens de son très grand professionnalisme et de son dévouement extraordinaire pour cette organisation et pour la Direction des droits de l’homme. Martine était également une femme formidable, chaleureuse, dotée d’un grand sens de la justice et empreinte de cet humanisme rare » ; Fatou Bensouda, procureur de la Cour pénale internationale (CPI) écrira : « Je voulais que vous sachiez à quel point Martine était une partenaire importante pour mon bureau et à quel point elle va nous manquer et manquer à la cause que nous défendons ensemble de la lutte contre l’impunité. Son absence va se faire sentir dans cette lutte mais nous continuerons ce combat sans faiblir. Le souvenir et la mémoire de son engagement et de sa détermination nous aideront à faire face aux défis devant nous. ». 
De son côté, Zeid Ra'ad Zeid Al-Hussein , Haut-Commissaire des Nations unies aux droits de l’homme rendra également hommage à Martine Anstett : « Beaucoup de mes collègues ici à l'Office du Haut Commissaire, appréciaient grandement son engagement à la cause des droits de l'homme, ainsi que sa constante joie de vivre et son travail acharné. Le bureau a eu le privilège de compter Martine parmi notre personnel. »,

## Publications
- Publication de divers articles pour le mensuel La Chronique d’Amnesty International
- Auteur d’un manuel de formation sur les défenseurs des droits de l’homme - ONU, Genève, 2003
- Les États à l’épreuve de la sécurité, édition PUG/Centre d’études et de recherche sur le droit et l’administration publique, 2003, « Déontologie et sécurité : L’Expérience du Comité européen pour la prévention de la torture »
- Revue pénitentiaire et de droit pénal, juillet-septembre 1997 "La Convention européenne pour la prévention de la torture ».

## Conférencière
- Multiples interventions dans le cadre de ses fonctions à l’Organisation internationale de la francophonie depuis 2009.
- Colloque à Nantes (avril 2005) sur « Le Pouvoir des médias ».
- Journée de réflexion au Sénat (juin 2004) sur « l’Information, aspects ontologiques dans le monde d’aujourd’hui », sous le haut patronage du secrétaire général du Conseil de l’Europe et le vice-président du Sénat
- Semaine de la publicité à Paris (novembre 2003) aux côtés de Dominique Wolton.

## Chargée de cours
- 2013-2014 : intervenante à l'École nationale d'administration
- 2010-2011 : intervenante au master Juriste internationaliste de terrain (Université d'Aix-Marseille)
- 2007-2009 : intervenante au CELSA/Paris Sorbonne en master 1 journalisme
- 2008 : formation sur les droits des femmes dispensée à Sciences Po Bordeaux
- 2003-2007: intervenante régulière sur la « Communication grandes causes » dispensée au master « communication d’entreprises » de l’École supérieure de commerce (ESC) de Rouen
- 2003-2005 : intervenante sur la Communication grandes causes en maîtrise info/comm à Paris 8.